# Campeonato Europeo de Halterofilia de 2022
El C Campeonato Europeo de Halterofilia se celebró en Tirana (Albania) entre el 25 de mayo y el 5 de junio de 2022 bajo la organización de la Federación Europea de Halterofilia (EWF) y la Federación Albanesa de Halterofilia.
Las competiciones se realizaron en el Parque Olímpico de la capital albanesa.
Los halterófilos de Rusia y Bielorrusia fueron excluidos de este campeonato debido a la invasión rusa de Ucrania.

## Medallistas

### Masculino
| Evento          | Oro                                           | Plata                                          | Bronce                                              |
| --------------- | --------------------------------------------- | ---------------------------------------------- | --------------------------------------------------- |
| 55 kg (29.05)   | Anguel Rusev Bulgaria 113 + 144 = 257         | Josué Brachi García · España · 115 + 141 = 256 | Dmytro Voronovsky · Ucrania · 108 + 134 = 242       |
| 61 kg (29.05)   | Ivan Dimov Bulgaria 135 + 151 = 286           | Simon Brandhuber · Alemania · 134 + 152 = 286  | Gabriel Marinov Bulgaria 122 + 157 = 279            |
| 67 kg (30.05)   | Valentin Guenchev Bulgaria 139 + 175 = 314    | Shota Mishvelidze Georgia 142 + 165 = 307      | Acorán Hernández Mendoza · España · 138 + 161 = 299 |
| 73 kg (31.05)   | Muhammed Özbek Turquía 149 + 190 = 339        | Kaji Asanidze Georgia 150 + 176 = 326          | Piotr Kudłaszyk · Polonia · 143 + 181 = 324         |
| 81 kg (01.06)   | Rafik Harutiunian Armenia 160 + 194 = 354     | Andrés Mata Pérez · España · 160 + 186 = 346   | Bozhidar Andreev Bulgaria 153 + 190 = 343           |
| 89 kg (02.06)   | Antonino Pizzolato · Italia · 175 + 217 = 392 | Karlos Nasar Bulgaria 171 + 211 = 382          | Revaz Davitadze Georgia 171 + 198 = 369             |
| 96 kg (03.06)   | Davit Hovhannisian Armenia 171 + 206 = 377    | Ara Aghanian Armenia 170 + 205 = 375           | Romain Imadouchène Francia 160 + 210 = 370          |
| 102 kg (04.06)  | David Fischerov Bulgaria 177 + 215 = 392      | Samvel Gasparian Armenia 176 + 214 = 390       | Marcos Ruiz Velasco · España · 176 + 208 = 384      |
| 109 kg (04.06)  | Jristo Jristov Bulgaria 180 + 211 = 391       | Guiorgui Chjeidze Georgia 174 + 210 = 384      | Arsen Martirosian Armenia 170 + 201 = 371           |
| +109 kg (05.06) | Lasha Talajadze Georgia 217 + 245 = 462       | Varazdat Lalayan Armenia 211 + 240 = 451       | Gor Minasian Armenia 210 + 236 = 446                |

1. 1 2 3  Arrancada (kg) + dos tiempos (kg) = total olímpico (kg).

### Femenino
| Evento         | Oro                                         | Plata                                             | Bronce                                         |
| -------------- | ------------------------------------------- | ------------------------------------------------- | ---------------------------------------------- |
| 45 kg (28.05)  | Şaziye Erdoğan Turquía 73 + 90 = 163        | Cansu Bektaş Turquía 68 + 85 = 153                | Radmila Zagorac Serbia 68 + 84 = 152           |
| 49 kg (28.05)  | Giulia Imperio · Italia · 79 + 92 = 171     | Anhelina Lomachynska · Ucrania · 80 + 87 = 167    | María Giménez-Guervos · España · 72 + 91 = 163 |
| 55 kg (29.05)  | Evagjelia Veli · Albania · 95 + 113 = 208   | Kamila Konotop · Ucrania · 94 + 11 = 207          | Nina Sterckx · Bélgica · 94 + 111 = 205        |
| 59 kg (30.05)  | Dora Tchakounté Francia 96 + 117 = 213      | Lucrezia Magistris · Italia · 98 + 114 = 212      | Ine Andersson · Noruega · 90 + 118 = 208       |
| 64 kg (31.05)  | Mariya Hanhur · Ucrania · 102 + 120 = 222   | Nuray Güngör Turquía 99 + 120 = 219               | Vicky Graillot Francia 89 + 119 = 208          |
| 71 kg (01.06)  | Patricia Strenius · Suecia · 94 + 130 = 224 | Lisa Marie Schweizer · Alemania · 103 + 120 = 223 | Monika Marach · Polonia · 99 + 116 = 215       |
| 76 kg (02.06)  | Marie Fegue Francia 110 + 135 = 245         | Daniela Ivanova Letonia 96 + 126 = 222            | Dilara Ucan Turquía 99 + 121 = 220             |
| 81 kg (03.06)  | Iryna Deja · Ucrania · 116 + 137 = 253      | Alina Marushchak · Ucrania · 108 + 127 = 235      | Dilara Narin Turquía 99 + 133 = 232            |
| 87 kg (04.06)  | Solfrid Koanda · Noruega · 109 + 143 = 252  | Anastasiya Manievska · Ucrania · 107 + 130 = 237  | Anastasiya Hotfrid Georgia 106 + 129 = 235     |
| +87 kg (05.06) | Emily Campbell Reino Unido 118 + 153 = 271  | Melike Günal Turquía 108 + 134 = 242              | Sarah Fischer · Austria · 102 + 128 = 230      |

1. 1 2 3  Arrancada (kg) + dos tiempos (kg) = total olímpico (kg).

## Medallero
| Núm. | País        | Oro | Plata | Bronce | Total |
| ---- | ----------- | --- | ----- | ------ | ----- |
| 1    | Bulgaria    | 5   | 1     | 2      | 8     |
| 2    | Ucrania     | 2   | 4     | 1      | 7     |
| 3    | Armenia     | 2   | 3     | 2      | 7     |
| 3    | Turquía     | 2   | 3     | 2      | 7     |
| 5    | Italia      | 2   | 1     | 0      | 3     |
| 6    | Francia     | 2   | 0     | 2      | 4     |
| 7    | Georgia     | 1   | 3     | 2      | 6     |
| 8    | Noruega     | 1   | 0     | 1      | 2     |
| 9    | Albania     | 1   | 0     | 0      | 1     |
| 9    | Reino Unido | 1   | 0     | 0      | 1     |
| 9    | Suecia      | 1   | 0     | 0      | 1     |
| 12   | España      | 0   | 2     | 3      | 5     |
| 13   | Alemania    | 0   | 2     | 0      | 2     |
| 14   | Letonia     | 0   | 1     | 0      | 1     |
| 15   | Polonia     | 0   | 0     | 2      | 2     |
| 16   | Austria     | 0   | 0     | 1      | 1     |
| 16   | Bélgica     | 0   | 0     | 1      | 1     |
| 16   | Serbia      | 0   | 0     | 1      | 1     |
|      | TOTAL       | 20  | 20    | 20     | 60    |